# Vâlcelele
Vâlcelele es una pequeña localidad de la provincia de Suceava, en el norte de Rumania. Está situada en la comuna de Stroiești y tiene una población de 118 habitantes.

## Geografía
El pueblo está situado a 322 metros, y está rodeado de un paisaje suave, con lomas. En sus
cercanías fluyen los ríos Ilişasca y Bălaceana.